# Paz (escultura)
L'escultura urbana coneguda pel nom Paz, ubicada a l'avinguda Fundación Príncipe de Asturias, a la ciutat d'Oviedo, Principat d'Astúries, Espanya, és una de les més d'un centenar que adornen els carrers de l'esmentada ciutat espanyola.
El paisatge urbà d'aquesta ciutat, es veu adornat per obres escultòriques, generalment monuments commemoratius dedicats a personatges d'especial rellevància en un primer moment, i més purament artístiques des de finals del segle xx.
L'escultura, feta de bronze, és obra de Luis Sanguino, i està datada 1999.
L'obra mostra a una dona nua que llança a l'aire cinc coloms, amb la qual cosa es vol simbolitzar la pau que tracta de promoure el guardó a la Concòrdia dels Premis Príncep d'Astúries.
Va ser situada en l'any 1999 a l'Avinguda de la Fundació Príncep d'Astúries, amb motiu de la inauguració de La Losa (nom amb què es coneix popularment la coberta de l'estació ferroviària del Nord, sobre la qual discorre la nova avinguda de la Fundació Príncep d'Astúries)